# The chef cooks me
the chef cooks me（ザ・シェフ・クックス・ミー）は、日本のバンドである。2003年に結成。2006年 - 2019年に4枚のアルバムを発表していた。2024年3月20日に活動終了。

## 略歴
- 2003年、バンド結成。
- 2006年、COMEBACK MY DAUGHTERSのツアーに同行。
- 2008年、SME Recordsからメジャーデビュー。
- 2009年、所属レコード会社を離れ、自主レーベルflashic kitchenを設立。
- 2009年7月、タカミー（ベース）が脱退。hiromeeeeee（ベース）が加入。
- 2009年8月、yossie（ギター）が脱退。SUGAR RYOMBSON（ギター）が加入。
- 2010年1月、hiromeeeeee（ベース）、SUGAR RYOMBSON（ギター）が脱退。
- 2010年4月、kan!!!（ベース）が加入。
- 2010年9月、kan!!!（ベース）が脱退。
- 2019年6月、neeche（ギター）が一時離脱。
- 2023年3月31日、活動終了を発表[1][2]。
- 2024年3月20日、Spotify O-EASTでラストライブ「“the chef cooks me” LAST SHOW」を開催し活動終了。

## メンバー
- simoryo（下村亮介、ボーカル・キーボード・プログラミング・ソングライター）チャットモンチー、ASIAN KUNG-FU GENERATIONのサポートメンバーとして活動。

### 過去のメンバー
- タカミー（高見沢亮、ベース・ボーカル）2009年7月まで在籍。
- yossie（吉野裕介、ギター）2009年8月29日をもって脱退。
- hiromeeeeee（ベース）2010年1月16日をもって脱退。
- SUGAR RYOMBSON（佐藤亮、ギター）2010年1月16日をもって脱退。（onsaメンバー。2009年12月をもって解散。）
- kan!!!（ベース）2010年9月25日をもって脱退。
- zimas（飯島拓也、ドラム・プログラミング）2015年3月7日をもって脱退。
- 角谷翔平（ベース）2017年4月をもって脱退。
- neeche（佐藤雅之、ギター）2019年6月5日、「一時離脱」を発表。

### サポートメンバー
- Hideaki Kan（ベース）
- Ryoichi Ura（ベース）

## ディスコグラフィー

### 配信限定シングル
|     | 発売日         | タイトル                           | 備考                   |  |
| --- | -------------- | ---------------------------------- | ---------------------- |  |
| 1st | 2018年2月23日  | Now's the time                     | only in dreams         |  |
| 2nd | 2019年7月24日  | CP                                 | Sony Music Labels Inc. |  |
| 3rd | 2020年12月14日 | The Music                          | Sony Music Labels Inc. |  |
| 4th | 2021年2月24日  | Ticket is a Love                   | Sony Music Labels Inc. |  |
| 5th | 2022年8月3日   | ARROW                              | only in dreams         |  |
| 6th | 2022年11月30日 | 間の季節 (feat. ayU tokiO, KONCOS) | only in dreams         |  |
| 7th | 2023年5月31日  | 愛がそれだけ feat. 原田郁子        | only in dreams         |  |

### その他
1. O+O+OO+O(オトトオト)（2005年7月4日）
muleとのスプリットシングル
  1. (Track3).SUNRISE
  2. (Track4).アンブレラ
2. クラップアワーハンズイーピー（2006年3月11日）
  1. FenderBender
  2. 僕らの住む町
  3. evrtghsgn(new mix)
3. 1st demo（2004年5月）
  1. spin,flow&me
  2. please,please

## ミュージックビデオ
| 監督                  | 曲名                                              |
| AC部                  | 「最新世界心心相印」                              |
| 大関泰幸 / 大原大次郎 | 「Generation transformation」                     |
| 島田大介              | 「適当な闇」(出演:小谷実由)                       |
| 末吉ノブ              | 「僕らの住む町 (Live Ver.)」                      |
| 土屋隆俊              | 「環状線は僕らをのせて」                          |
| 長島慎                | 「ライフスタiLL・メイクスマイル」「僕らの住む町」 |
| 不明                  | 「WEEKEND MAGIC NUMBERS」                         |

## タイアップ一覧
| 使用年 | 曲名                           | タイアップ                                                                                                  |
| ------ | ------------------------------ | --- |
| 2008年 | Oh yeah, music! You are mine!! | NHK-FM『ミュージック・スクエア』2008年6・7月度オープニングテーマ                                            |
| 2008年 | ライフスタiLL・メイクスマイル  | テレビ東京系『JAPAN COUNTDOWN』2008年6月度オープニングテーマ                                                |
| 2013年 | 流転する世界                   | ナショジオ ワイルド アワー『生きもの地球大紀行』タイアップソング                                            |
| 2019年 | CP                             | テレビ大阪・BSテレ東・BSテレ東4Kドラマ『まどろみバーメイド ～屋台バーで最高の一杯を。～』エンディングテーマ |

## 主なライブ

### ワンマンライブ・主催イベント
- 2008年7月19日 - the chef cooks me presents “GREATEST EATING!! 〜ライフスタイル・メイクスマイル コンパクトディスク リリースパーティー”
w/avengers in sci-fi/wooderd chiarie/pocketlife/from blind starter/CANOERIDE/LITE/onsa
- 2009年 - the chef cooks me「our transformation tour」
- 2010年11月03日 - the chef cooks me「PPP vol.17」
- 2011年 - the chef cooks me BAND PASCAL HYSTERIE TOUR
- 2012年03月04日 - the chef cooks me VS the chef cooks me BAND
- 2014年 - the chef cooks me presents 『回転体展開tour2014』
w/group inou
- 2014年 - the chef cooks me ワンマンショー「それからの事柄」
- 2015年01月16日 - あこがれの骨柄
- 2015年02月10日 - ワンマンショー 「京の街の色柄」
- 2015年03月07日 - 僕たちの街柄
- 2016年05月08日〜07月16日 - Return to the Focus Tour 2016
- 2017年01月15日 - 大阪無何有郷SHOW
- 2017年01月21日 - 東京無何有郷SHOW
- 2018年03月04日 - Now's the time (東京)
- 2018年03月11日 - Now's the time (名古屋)
- 2018年03月24日 - Now's the time (大阪)
- 2019年07月30日・08月05日 - the chef cooks me「Transient Summer」

### インタビュー
- Skream!(2013年9月)
- OTOTOY(the chef cooks me×後藤正文)(2013年9月)
- Rooftop(2013年9月)
- ぴあ(the chef cooks me×8otto)(2013年9月)